# Diplotropis triloba
Diplotropis triloba là một loài thực vật có hoa trong họ Đậu. Loài này được Gleason miêu tả khoa học đầu tiên.